# Chironomus tuxis
Chironomus tuxis är en tvåvingeart som beskrevs av Charles Howard Curran 1930. Chironomus tuxis ingår i släktet Chironomus och familjen fjädermyggor. Inga underarter finns listade i Catalogue of Life.